# Chikuma (Nagano)
Pour les articles homonymes, voir Chikuma.
Chikuma (千曲市, Chikuma-shi) est une ville située dans la préfecture de Nagano, sur l'île de Honshū, au Japon.

## Géographie

### Situation
Chikuma est située dans le nord de la préfecture de Nagano, au sud de la ville de Nagano.

### Municipalités limitrophes
| Nagano | Nagano    | Nagano |
| Nagano | Chikuma   | Ueda   |
| Omi    | Chikuhoku | Sakaki |

### Démographie
En août 2020, la population de Chikuma s'élevait à 58 857 habitants, répartis sur une superficie de 119,79 km2.

### Hydrographie
Le fleuve Chikuma traverse la ville.

### Climat
Chikuma a un climat continental humide avec des étés chauds et humides et des hivers froids. La température moyenne annuelle est de 9,2 °C. La pluviométrie annuelle moyenne est de 1 605 mm, septembre étant le mois le plus humide.

## Histoire
Chikuma a acquis le statut de ville en 2003.

## Transports
Chikuma est desservie par la ligne Shinonoi de la JR East et la ligne Shinano Railway.

## Personnalité liée à la municipalité
- Jun'ichi Kakizaki (né en 1971), artiste